# Dignomus omanensis
Dignomus omanensis is een keversoort uit de familie klopkevers (Ptinidae). De wetenschappelijke naam van de soort werd in 2000 gepubliceerd door Borowski.